# Jorge Luís Corrales
Jorge Luís Corrales (Pinar del Río, 20 maggio 1991) è un calciatore cubano, difensore del Texoma e della nazionale cubana.

## Carriera

### Nazionale
Ha esordito con la nazionale cubana nel 2011.

## Palmarès

### Club

#### Competizioni nazionali
- Canadian Championship: 1

Montréal Impact: 2019